# Heterorrhina barmanica
Heterorrhina barmanica är en skalbaggsart som beskrevs av Raffaello Gestro 1888. Heterorrhina barmanica ingår i släktet Heterorrhina och familjen Cetoniidae. Inga underarter finns listade i Catalogue of Life.